# Ryszard Barycz

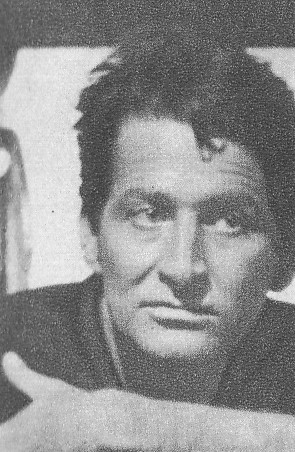
Ryszard Barycz w latach 60. XX wieku

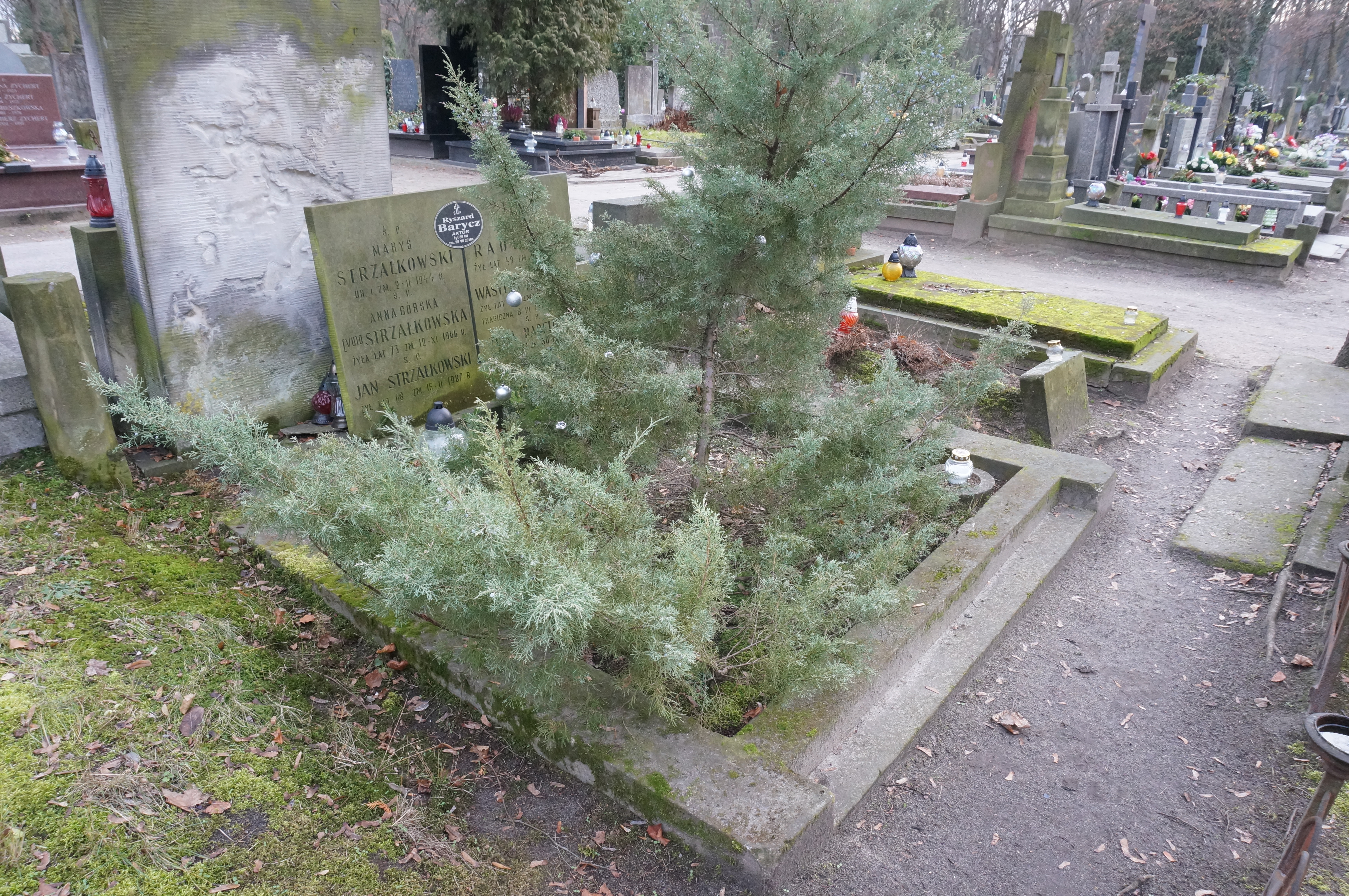
Grób aktora na cmentarzu Powązkowskim w Warszawie

Ryszard Barycz (ur. 17 marca 1924 we Lwowie, zm. 28 lipca 2010 w Warszawie) – polski aktor teatralny, filmowy i telewizyjny.

## Życiorys
W teatrze zadebiutował 20 listopada 1946. W 1948 został absolwentem Studia Aktorskiego Iwa Galla w Gdańsku i zdał eksternistyczny egzamin aktorski, a w 1954 został absolwentem Państwowego Instytutu Sztuki Teatralnej w Łodzi.
Występował w wielu polskich teatrach: Teatrze Wybrzeże w Gdyni (1946–1949), Teatrze im. Stefana Jaracza w Łodzi (1949–1954), warszawskich – Teatrze Nowej Warszawy (1954–1955), Teatrze Młodej Warszawy (1955–1956), Teatrze Powszechnym (1956–1963), Teatrze Dramatycznym (1963–1970). Od 1970 był aktorem warszawskiego Teatru Współczesnego.
Pochowany został na cmentarzu Powązkowskim w Warszawie (kwatera 212-2-26/27).

## Role teatralne
- 1946 – Mickiewiczowskie ballady (reż. Halina Gallowa)
- 1946 – Homer i Orchidea jako Echefron (reż. I. Gall)
- 1947 – Żeglarz jako Rzeźbiarz (reż. I. Gall)
- 1947 – Jak wam się podoba jako Orland (reż. I. Gall)
- 1947 – Balladyna jako Służący (reż. I. Gall)
- 1948 – Pan inspektor przyszedł jako Eryk Birling (reż. I. Gall)
- 1948 – Wesele jako Pan Młody (reż. I. Gall)
- 1948 – Taniec księżniczki jako Jerzy (reż. Konrad Łaszewski)
- 1948 – Pan Jowialski jako Ludmir (reż. I. Gall)
- 1949 – Maria Stuart jako Botwel (reż. I. Gall)
- 1950 – Dom otwarty (reż. Leon Łuszczewski)
- 1950 – Wieczór Trzech Króli jako Antonio (reż. I. Gall)
- 1951 – Pan Geldhab jako Lubomir (reż. Stanisław Łapiński)
- 1951 – Sługa dwóch panów jako Florindo (reż. Włodzimierz Kwaskowski)
- 1952 – Rewizor jako Abdulin (reż. S. Łapiński)
- 1953 – Wesołe kumoszki z Windsoru jako Fenton (reż. Ryszard Ordyński)
- 1953 – Bonaparte i Sułkowski (Znaki wolności) jako Józef Sułkowski (reż. L. Łuszczewski, K. Łaszewski)
- 1955 – Romantyczni jako Percinet (reż. Wiktor Biegański)
- 1957 – Maszyna do pisania jako Pascal i Maxime (reż. Krystyna Zelwerowicz)
- 1957, 1976 – Wojna i pokój jako Andrzej Książę Bołkoński (reż. Irena Babel)
- 1958 – Elżbieta, królowa Anglii jako Essex (reż. Henryk Szletyński)
- 1959 – Hamlet jako Laertes
- 1959 – Fircyk w zalotach jako Fircyk
- 1960 – Szatan z siódmej klasy jako Camil de Berier, oficer napoleoński (reż. Maria Kaniewska)
- 1960 – Burza jako Kaliban (reż. Krystyna Skuszanka)
- 1960 – Kaukaskie kredowe koło jako Szalwa Azaratelli; Chłop II (reż. I. Babel)
- 1960 – Król w kraju rozkoszy jako król (reż. Wanda Laskowska)
- 1960 – Cyd jako Don Rodrygo (reż. I. Babel)
- 1961 – Głupiec  jako sędzia (reż. I. Babel)
- 1962 – Heloiza i Abelard jako Abelard (reż. I. Babel)
- 1962 – Siedmiu przeciw Tebom / Antygona jako Eteokles (reż. I. Babel)
- 1962 – Skandal w Hellbergu jako Kuno Gelehrt (reż. Jacek Szczęk)
- 1963 – Trzej muszkieterowie jako kardynał Richelieu (reż. I. Babel, J. Szczęk)
- 1964 – Letnicy jako Riumin (reż. Ludwik Rene)
- 1966 – Romulus Wielki jako Emilian (reż. L. Rene)
- 1968 – Idiota jako Gania (reż. Stanisław Brejdygant)
- 1968 – Kroniki królewskie jako Mikołaj Radziwiłł Rudy (reż. L. Rene)
- 1969 – Maria Stuart jako Melvil (reż. Erwin Axer)
- 1970 – Marchołt gruby a sprośny jako Organista; Król (reż. L. Rene)
- 1972 – Macbett (sztuka Eugène Ionesco) jako oficer, Biskup (reż. E. Axer)
- 1974 – Grupa Laokoona jako członek jury I (reż. Zygmunt Hübner)
- 1975 – Moja wojna, moja miłość jako ojciec Marka (reż. Janusz Nasfeter)
- 1975 – Rzecz listopadowa jako pan III (reż. E. Axer)
- 1977 – Kordian jako Kuruta, Szlachcic (reż. E. Axer)
- 1978 – Rozmowy z katem jako Jürgen Stroop (reż. Stanisław Bieliński)
- 1978 – Tragiczna historia Hamleta jako Claudius (reż. I. Babel)
- 1979 – Operetka jako książę Himalaj (reż. Józef Gruda)
- 1979 – Śnieg jako Tadeusz (reż. Marek Wilewski)
- 1982 – Pastorałka jako Melchior (reż. Maciej Englert)
- 1983 – Sen nocy letniej jako Egeusz (reż. M. Englert)
- 1985 – Trzy siostry jako Wierszynin (reż. M. Englert)
- 1987 – Mistrz i Małgorzata jako Kajfasz (reż. M. Englert)
- 1991 – Wieczór Trzech Króli jako kapitan okrętu (reż. M. Englert)
- 1993 – Wizyta starszej pani jako Ochmistrz (reż. Wojciech Adamczyk)
- 1995 – Martwe dusze jako prokurator (reż. M. Englert)
- 1997 – Noc listopadowa jako Konrad (reż. Jerzy Grzegorzewski)
- 2000 – Noc Listopadowa. Nowa wersja jako reżyser (reż. J. Grzegorzewski)
- 2002 – Wniebowstąpienie jako Portier; Barman; Kioskarz (reż. M. Englert)
- 2004 – Nieznajoma z Sekwany jako pan we fraku (reż. Agnieszka Glińska)
- 2005 – Seks, chemia i latanie jako Gustaw (reż. Marcin Sosnowski)
- 2008 – Proces jako woźny w banku (reż. M. Englert)

### Teatr Telewizji
- 1956 – Skowronek jako hrabia Warwick (reż. Czesław Szpakowicz)
- 1962 – Świętoszek (reż. Tadeusz Byrski)
- 1967 – Pan Damazy jako Seweryn (reż. Józef Słotwiński)
- 1968 – Kobieta w trudnej sytuacji jako inspektor (reż. Czesław Wołłejko)
- 1969 – Drugi strzał (reż. J. Słotwiński)
- 1971 – Spektakl w teatrze Forda jako Rathbone (reż. Andrzej Zakrzewski)
- 1971 – Rafał Olbromski (Popioły) jako De With (reż. Kazimierz Braun)
- 1972 – Amerykańska guma do żucia pinky jako kapitan. Wapiennik (reż. J. Słotwiński)
- 1974 – Popiół i diament jako Teleżyński (reż. Z. Hübner)
- 1975 – Arszenik i stare koronki jako pastor Harper (reż. M. Englert)
- 1982 – Irydion jako Arystomachus (reż. Jan Englert)
- 1988 – 12 krzeseł (reż. Konstanty Ciciszwili)
- 1989 – Żegnaj, laleczko (reż. Laco Adamík)
- 2007 – Pierwszy września jako narrator-Leopold (reż. Krzysztof Lang)

## Filmografia
- 1950 – Warszawska premiera jako poeta, przyjaciel Wolskiego
- 1951 – Młodość Chopina jako Godebski
- 1956 – Zemsta jako Wacław Milczek, syn Rejenta
- 1957 – Deszczowy lipiec jako Andrzej Nowicki
- 1957 – Król Maciuś I jako kapitan gwardii
- 1958 – Noc poslubna jako polski oficer
- 1960 – Szatan z siódmej klasy jako Camil de Berier, oficer napoleoński
- 1964 – Pierwszy dzień wolności jako Michał
- 1965 – Popioły jako pułkownik Godebski
- 1965 – Sam pośród miasta jako Bronek, kolega Konrada
- 1966 – Wieczór przedświąteczny jako mężczyzna poszukujący Aldony
- 1967 – Szach i mat! w cyklu Opowieści niezwykłe jako przyjaciel Bartolomea
- 1967 – Zmartwychwstanie Offlanda jako Frazer
- 1972 – Dama pikowa w cyklu Klasyka światowa jako Rudicz, gracz w klubie oficerskim
- 1972 – Kwiat paproci jako gość zjazdu
- 1975 – Doktor Judym jako doktor Kalecki, gość spotkania u Czeniszów
- 1975 – Moja wojna, moja miłość jako ojciec Marka
- 1977 – Sprawa Gorgonowej jako dziennikarz
- 1978 – Hallo, Szpicbródka, czyli Ostatni występ króla kasiarzy jako oficer policji
- 1983 – Powstanie Listopadowe. 1830–1831 jako generał Michał Radziwiłł
- 1983 – Marynia jako Kresowski
- 1987 – Jedenaste przykazanie jako generał
- 1987 – Zabij mnie glino jako sędzia
- 1988 – Oszołomienie jako widz w teatrze
- 1988 – Teatrum wiele tu może uczynić... jako Stanisław August Poniatowski
- 1989 – Lawa jako Mistrz Ceremonii w „Salonie Warszawskim”
- 1989 – Sceny nocne jako hrabia
- 1990 – Maria Curie. Une Femme Honorable jako Schutz
- 1998 – Złoto dezerterów jako ksiądz proboszcz od św. Krzyża
- 2002 – Break Point
- 2005 – Persona non grata jako referent na naradzie w ministerstwie
- 2006 – Statyści jako lekarz
- 2008 – To nie tak jak myślisz, kotku jako profesor Antoni Gaszyński
- 2008 – Nieruchomy poruszyciel jako ojciec „Generała”
- 2009 – Zamiana jako profesor w tv
- 2010 – Fenomen jako Józef
- 2010 – Joanna jako mecenas, sąsiad Joanny
- 2010 – Wintertochter

### Seriale
- 1973 – Janosik jako Kamrat
- 1973 – Wielka miłość Balzaka jako hrabia Esterhazy
- 1976 – Polskie drogi jako porucznik Bojanowski
- 1977 – Lalka jako Arystokrata
- 1978 – Rodzina Połanieckich jako Kresowski
- 1978 – Życie na gorąco jako Rzecznik prasowy policji
- 1979 – Przyjaciele
- 1980 – Kariera Nikodema Dyzmy jako wojewoda Szejbot
- 1988 – Królewskie sny jako Spowiednik Jagiełły
- 1989 – Paziowie jako Zygmunt I Stary
- 1991 – Pogranicze w ogniu jako baron von Nietzmer, ojciec Renaty
- 1993 – Czterdziestolatek. 20 lat później jako doktor Maj-Majewski, pracownik salonu kosmetycznego Celiny Powroźnej
- 1993 – Nowe przygody Arsena Lupin jako Ambasador Francji
- 1996 – Awantura o Basię jako Znajomy profesora Somera
- 2000–2001 – Miasteczko
- 2001–2002 – Marzenia do spełnienia jako Ryszard Wojnowski, znajomy Mani
- 2002 – Psie serce jako Stanisław, mąż Marii
- 2002–2008 – Samo życie jako profesor Ostrowski, ordynator oddziału kardiologii, szef Barbary Kornackiej
- 2004 – Oficer jako starszy pan w Łazienkach
- 2005 – Plebania jako Edward, uczestnik kursu tańca
- 2007 – Ekipa jako senator Wielopolski

### Dubbing
- 1973: Siedemnaście mgnień wiosny
- 1989: Słoń Benjamin jako policjant

## Nagrody i odznaczenia
- 1947 – nagroda zespołowa na Festiwalu Szekspirowskim dla realizatorów przedstawienia Jak wam się podoba
- 1977 – Zasłużony Działacz Kultury
- 2001 – Krzyż Kawalerski Odrodzenia Polski[2]